# HMAS Brisbane (könnyűcirkáló)
A HMAS Brisbane az Ausztrál Királyi Haditengerészet egyik hadihajója, amely részt vett az első világháborúban.
A Brisbane a Town-osztályú könnyűcirkálók harmadik generációjába, a Chatham-alosztályba tartozik. A cirkálót Kakadu-szigeteki HMA Naval Dockyard hajógyár építette. A hajó építését 1913. január 25-én kezdték, vízre bocsátására pedig 1915. augusztus 30-án került sor. A könnyűcirkálót 1916. november 1-én állították hadrendbe Claude L. Cumberlege kapitány parancsnoksága alatt.
A Brisbane 1917. február 4-én érkezett meg Máltára. Rövid ott tartózkodás után – mivel nem sok hasznát vették a hadműveletekben – áthelyezték az Indiai-óceánra, hogy segítsen a német tengeralattjárók felkutatásában és megsemmisítésében.
1917 októbere és 1918 januárja között járőr szolgálatot teljesített a Csendes-óceán nyugati részén, "meglátogatta" a Salamon-szigeteket, Naurut és Fidzsit. Februártól októberig ausztrál vizeken teljesített szolgálatot.
A Brisbane-t a végzet 1936-ban érte el, amikor leselejtezték és eladták fém részei újrahasznosítása céljából a Thomas Ward & Co cégnek 19,125 fontért.